# Hannie Caulder
Hannie Caulder (en España, Ana Couldero Ana Caulder) es una película británica de 1971 dirigida por Burt Kennedy y protagonizada por Raquel Welch, Robert Culp y Ernest Borgnine.

## Sinopsis
Tres hermanos criminales asesinan al esposo de una mujer(Hannie Caulder) y luego la violan. Impulsada por el odio y el deseo de venganza, ella se convierte en una experta en el manejo del revólver para darles caza, contando además con la ayuda de un cazador de recompensas.

## Reparto[3]
- Raquel Welch: Hannie Caulder
- Robert Culp:Thomas Luther Price
- Ernest Borgnine: Emmett Clemens
- Jack Elam: Frank Clemens
- Strother Martin: Rufus Clemens
- Christopher Lee: Bailey
- Diana Dors: Madame
- Florencio Amarilla: Indio americano (sin acreditar)
- Lusi Barboo: Bandido mexicano (sin acreditar)
- Stephen Boyd: Predicador (sin acreditar)
- Ralph Brown: Sheriff (sin acreditar)
- Paco de Lucía: Guitarrista en Veranda (sin acreditar)
- Brian Lightburn: Samuel Harrington (sin acreditar)
- Elmer Modlin: Tendero (sin acreditar)
- Aldo Sambrell: Soldado mexicano (sin acreditar)
- Juan Manuel Torres Gómez: Bandido mexicano (sin acreditar)
- Bud Strait: Jim Caulder, el marido (sin acreditar)

## Producción
El rodaje se realizó íntegramente en Almería, aunque en los permisos de rodaje se mencionaban escenarios de Colmenar Viejo y Hoyo de Manzanares.
Christopher Lee interpreta al armero que construye un revólver Welch. 
Quentin Tarantino ha reconocido que este argumento influyó en su filme Kill Bill (2003).
En la escena de la playa sale Paco de Lucía tocando la guitarra.